# Juglot
Juglot o Jaglot è una città nel tehsil e distretto di Gilgit nel territorio autonomo di Gilgit-Baltistan, in Pakistan. La città si trova a circa 45 chilometri a sudest del capoluogo Gilgit sulla Strada del Karakorum.

## L'importanza e la posizione
Juglot è una città economicamente importante, si situano i più grandi depositi della fornitura di petrolio, grano e farina. Juglot inoltre è un punto di convergenza del distretto di Gilgit con gli altri 9 distretti del Gilgit-Baltistan. La città e i villaggi circostanti hanno circa 27.000 residenti con 3.000 case.

Juglot è il punto dell'intersezione di tre più grandi catene montuose: il Karakorum, l'Himalaya e l'Hindu Kush.

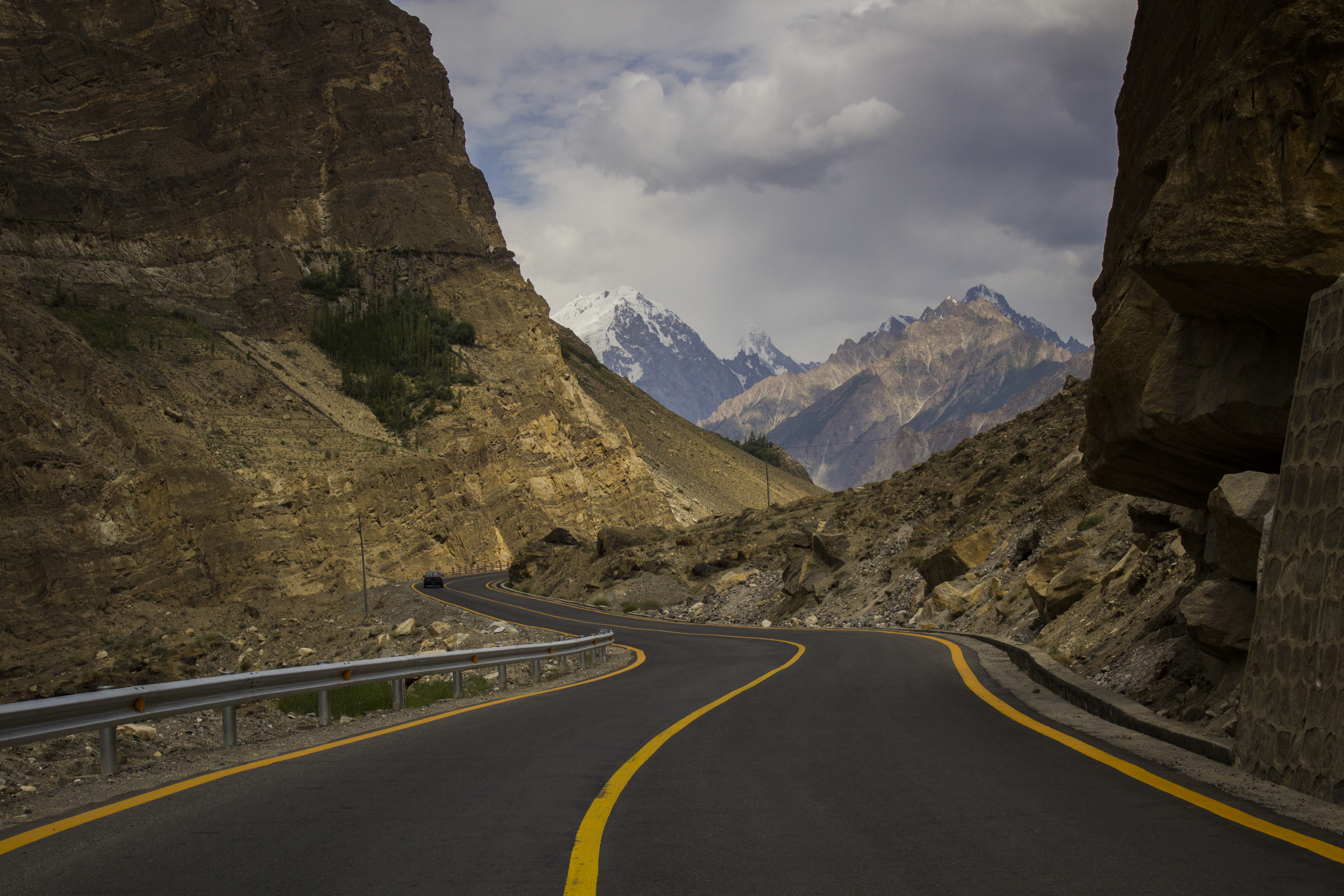
La strada del Karakorum dopo le ricostruzioni vicino a Juglot